# Are jezik
Are jezik (mukawa; ISO 639-3: mwc), austronezijski jezik uže skupine papuan tip, kojim govori 1 230 ljudi (1973 SIL) na Cape Vogelu u provinciji Milne Bay, Papua Nova Gvineja.
Are je jedan od sedam jezika istoimene podsjkupine, šire skupine are-taupota, a najsličniji su mu gapapaiwa [pwg] i doga [dgg]. 
Ne smije se brkati s jezikom are (u čije se postojanje sumnja) a koji se nazivao i ade bhasha, aray, arrey, arya, kalika arya bhasha, a klasificirao se indoarijskim jezicima. Njegov identifikator [AAG], je povučen iz upotrebe a od 2007. kodni je naziv novopriznatog jezika ambrak

## Vanjske poveznice
- Ethnologue (15th)